# Der Traum des jungen Zaren

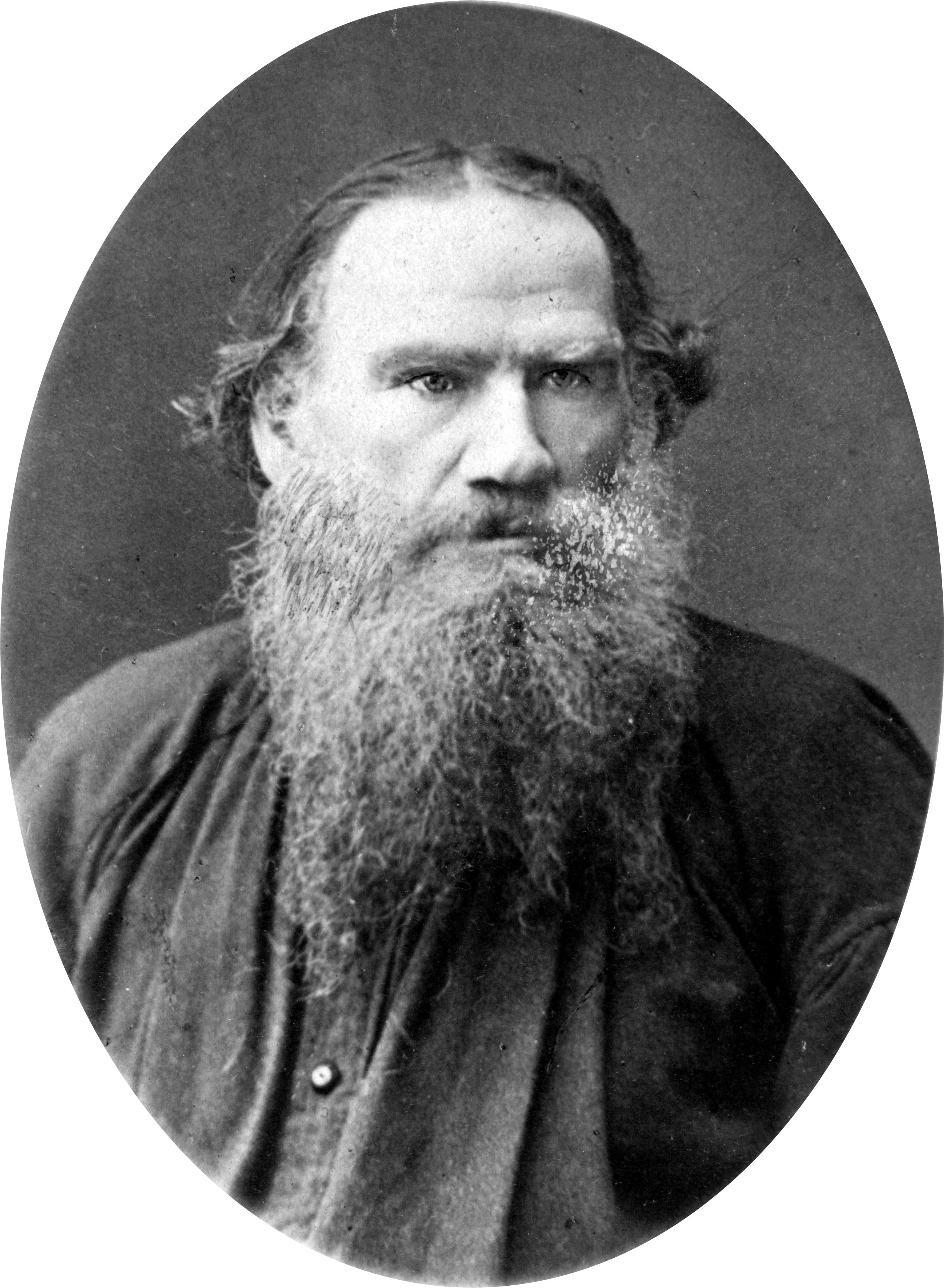
Lew Tolstoi um 1883

Der Traum des jungen Zaren, auch Der junge Zar (russisch Сон молодого царя, Son molodogo zarja), ist eine Erzählung von Lew Tolstoi, die im Dezember 1894 entstand und 1912 postum in den Nachgelassenen Künstlerischen Werken L. N. Tolstois, Bd. 2, Ausgabe Freies Wort auf den Seiten 263–274 in Berlin erschien. 1982 kam der Text in Bd. 12 Powesti und Erzählungen 1885–1902 der 22-bändigen Tolstoi-Ausgabe im Verlag für Künstlerische Literatur in Moskau heraus.

## Inhalt
Kurz vor Weihnachten hat der junge Zar Erlasse über Erhöhung der Zölle für ausländische Waren, Berechtigung zum Branntweinausschank in den Marktdörfern, Bestrafung von Landstreichern, Einberufung von Rekruten und Disziplinarstrafbestimmungen für Soldaten unterzeichnet. Nun möchte er, erschöpft von der ungewohnten Regierungsarbeit, ausspannen – das Fest mit seiner jungen Zarin besinnlich verbringen. In Erwartung der geliebten Gattin schlummert der Herrscher ein. Da tritt im Traum Er an seine Seite und führt den jungen Mann durchs Reich.
Die Bilder überstürzen sich: An der preußischen Grenze erschießt ein russischer Soldat einen Schmuggler. Der russische Staat braucht die Zolleinkünfte. In einem Dorf mitten in Russland sterben Einwohner an Alkoholvergiftung. Das Schließen der Schenke ist gesetzlich unzulässig. Der Staat verdient an der Trunksucht. In Sibirien bekommt ein Landstreicher die Knute. Die Anordnung des Justizministers lässt keine andere Strafe zu. Ein Bauer, der einzige Ernährer, wird zum Militär eingezogen, während sich bemittelte Studenten, Lehrer und Musiker freikaufen. Soldatenfrauen müssen sich und ihre Familie mit Prostitution am Leben erhalten. Ein Deserteur wird im Strafbataillon totgeschlagen. Im Zuchthaus werden Frauen geprügelt. In Schlüsselburg wird der Häftling in der Einzelzelle in den Wahnsinn getrieben.
Benommen von der Bilderflut erwacht der Herrscher aus dem Traum. Nebenan unterhält sich die junge Zarin mit einem alten Höfling. Dieser ehemalige Mitarbeiter seines Vaters tut die Klagen des jungen Zaren über die Bürde des Herrscheramtes mit der Bemerkung ab, das Volk lebe im Wohlstand und wer arm ist, sollte mehr arbeiten. Überdies verdienten Taugenichtse kein Glück. Die Trostworte können den jungen Zaren nicht recht überzeugen. Die schöne Zarin springt dem Alten bei. Regieren sei nun mal nicht leicht, meint die junge Frau. Sobald diese Schwerstarbeit die Kraft des Herrschers übersteige, sollte er einen Teil davon auf geeignete Volksvertreter übertragen. Hm, überlegt der Zar und grübelt über Seine Worte, also die des Begleiters im Traum: Der Zar als Mensch müsse sich zuerst um sein Seelenheil und um die Errichtung des Reiches Gottes auf Erden bemühen. Der Erzähler schließt mit dem lakonischen Kommentar: „Welchen von diesen drei Wegen der junge Zar eingeschlagen hat, das werden wir in fünfzig Jahren hören.“

## Rezeption
- Stein[4] schreibt 1962, Tolstoi habe die Geschichte kurz nach der Thronbesteigung Nikolaus’ II. im hoffnungsvollen Glauben an den guten Willen des neuen Imperators geschrieben. Allerdings habe der Autor später in vier Briefen An den Zaren und zwei Sendschreiben An den Zaren und seine Helfer die Vorschusslorbeeren relativieren müssen.

## Deutschsprachige Ausgaben
- Der junge Zar. Deutsch von Arthur Luther. S. 252–264 in: Gisela Drohla (Hrsg.): Leo N. Tolstoj. Sämtliche Erzählungen. Sechster Band. Insel, Frankfurt am Main 1961 (2. Aufl. der Ausgabe in acht Bänden 1982)
- Der Traum des jungen Zaren. Aus dem Russischen übersetzt von Hermann Asemissen. S. 172–185 in: Wieland Herzfelde (Hrsg.): Lew Tolstoi. Hadschi Murat und andere Erzählungen. Mit einem Nachwort von Günther Stein. Rütten & Loening, Berlin 1962 (1. Aufl., verwendete Ausgabe)